# عصر فدرالیست
عصر فدرالیست (انگلیسی: Federalist Era) در تاریخ ایالات متحده، فاصلهٔ سال‌های میان ۱۷۸۸ تا ۱۸۰۰ میلادی را تحت عنوان عصر فدرالیست می‌نامند. این دوران مصادف با تسلط و چیرگی حزب فدرالیست بر سیاست‌های آمریکا است. در این دوره، فدرالیست‌ها به‌طور کلی کنگره ایالات متحده آمریکا را کنترل می‌کردند و از حمایت رئیس‌جمهوران، جرج واشینگتن و جان آدامز برخوردار بودند. این دوره همچنین شاهد شکل‌گیری یک دولت فدرال جدید و قوی‌تر بر اساس قانون اساسی ایالات متحده آمریکا، تعمیق پشتیبانی از ملی‌گرایی و کاهش ترس از جباریت توسط دولت مرکزی بود. عصر فدرالیست با تصویب قانون اساسی ایالات متحده آغاز شد و با پیروزی حزب دموکرات-جمهوری‌خواه در انتخابات ۱۸۰۰ میلادی به پایان رسید.
در انتخابات ۱۸۰۰، جفرسون آدامز را در انتخابات ریاست جمهوری شکست داد و دموکرات-جمهوری خواهان کنترل کنگره را به دست گرفتند. جفرسون به درستی از انتخابات به عنوان «انقلاب ۱۸۰۰» یاد کرد، زیرا دموکراسی جفرسونی در دهه‌های بعدی بر کشور مسلط شد. فدرالیست‌ها در طول جنگ ۱۸۱۲ تجدید حیات کوتاهی را تجربه کردند، اما پس از جنگ سقوط کردند. علیرغم از میان رفتن حزب فدرالیست، بسیاری از نهادها و ساختارهای ایجاد شده توسط این حزب دوام آوردند و سیاست‌های اقتصادی همیلتون بر نسل‌هایی از رهبران سیاسی آمریکا تأثیر گذاشت.

## واژگان
1. ↑  Federalist Party
2. ↑  George Washington
3. ↑  John Adams
4. ↑  Democratic-Republican Party